# Понос
Понос или гордост је емоција или осећај великог задовољства самим собом, као и поштовање самог себе у „целини“. Произлази из субјективног сазнања, да се учинило или учествовало у нечем посебном или похвалном. Попут невоље, гађења, страха, туге, изненађења и задовољства, понос спада у основне емоције које су природне и не настају васпитавањем. Оксфорд између осталог дефинише понос као „квалитет претерано високог мишљења о себи или сопственој важности“. Ово може бити повезано са сопственим способностима или достигнућима, позитивним карактеристикама пријатеља или породице или нечије земље. Ричард Тејлор је дефинисао понос као „оправдану љубав према себи“, за разлику од лажног поноса или нарцизма. Слично, Свети Августин га је дефинисао као „љубав према сопственој изврсности“, а Мехер Баба га је назвао „специфичним осећањем кроз које се манифестује егоизам“.
Филозофи и социјални психолози су приметили да је понос сложена секундарна емоција која захтева развој осећаја себе и савладавање релевантних концептуалних разлика (нпр. да се понос разликује од среће и радости) кроз интеракцију са другима засновану на језику. Неки социјални психолози идентификују невербално изражавање поноса као средство за слање функционалног, аутоматски перципираног сигнала високог друштвеног статуса.
Понос се понекад посматра као покварен или као порок, понекад као исправан или као врлина. Са позитивном конотацијом, понос се односи на садржајни осећај везаности за сопствене или туђе изборе и поступке, или за читаву групу људи, и производ је похвале, независне саморефлексије и испуњеног осећаја припадности. Са негативном конотацијом понос се односи на будаласто и ирационално искварен осећај нечије личне вредности, статуса или достигнућа, који се користи као синоним за охолост. Док неки филозофи попут Аристотела (и Џорџа Бернарда Шоа) сматрају понос (али не и охолост) дубоком врлином, неке светске религије сматрају да је преварантски облик поноса грех, као што је изражено у Соломуновим причама 11:2 Хебрејске библије. У јудаизму се гордост назива кореном свих зала. Када се посматра као врлина, понос у нечијим способностима је познат као врлинска гордост, величина душе или великодушност, али када се посматра као порок често се зна да је самоидолопоклонство, садистички презир, сујета или сујетност. Други могући предмети поноса су нечија етничка припадност и нечији сексуални идентитет (нарочито ЛГБТ+ понос).

## Старогрчка филозофија
Аристотел је идентификовао гордост (megalopsuchia, различито превођено као права гордост, величина душе и великодушност) као круну врлина, разликујући је од сујете, умерености и понизности, и то:
Сада се сматра да је горд онај човек који сматра да је вредан великих ствари, достојан тога; јер онај ко то чини мимо својих заслуга је будала, али ниједан честити човек није глуп или блесав. Поносни човек је, дакле, човек кога смо описали. Јер ко је достојан малог и мисли да је достојан малог, умерен је, али није горд; јер понос имплицира величину, као што лепота подразумева тело добре величине, а мали људи могу бити уредни и пропорционални, али не могу бити лепи.

Он тада закључује да 
Понос, дакле, изгледа као нека врста круне врлина; јер их чини моћнијима и не постоји без њих. Стога је тешко бити истински поносан; јер је то немогуће без племенитости и доброте карактера.

Насупрот томе, Аристотел је дефинисао порок охолости на следећи начин: 
да нанесете срамоту жртви, не да би вам се било шта догодило, нити зато што вам се нешто догодило, већ само ради вашег задовољства. Охолост није накнада за ране повреде; то је освета. Што се тиче задовољства у охолости, његов узрок је следећи: наивни људи мисле да лошим поступањем према другима повећавају сопствену супериорност.
Стога, иако се понос и охолост често сматрају истом ствари, за Аристотела и многе филозофе охолост је сасвим другачији појам од поноса.

## Психологија
Пошто је понос класификован као емоција или страст, он је когнитиван и процењивачки у смислу да је његов предмет, оно што се спознаје и оцењује, сопствена личност и њена својства, или нешто са чиме се поносни појединац идентификује. Попут кривице и стида, у овој области се посебно описује као самосвесна емоција која произилази из процене себе и нечијег понашања према унутрашњим и екстерним стандардима. Ово се даље објашњава начином на који понос проистиче из задовољавања или усаглашавања са стандардом, док су кривица или стид изданак исходишног пркошења. У једном запажању наводи се недостатак истраживања која се баве поносом, јер је он презиран као и високо вреднована на индивидуалистичком Западу где се доживљава као пријатан.

### Емоција
У психолошком смислу, позитивни понос је „пријатна, понекад узбудљива, емоција која је резултат позитивне самоевалуације“. Трејси и њени сарадници са Универзитета Калифорније, Дејвис, су у свом раду Скуп емоционих израза (UCDSEE) из 2009. године карактерисала понос као једну од три „самосвесне“ емоције за које се зна да имају препознатљиве изразе (заједно са збуњеношћу и стидом).
Израз „fiero” сковао је италијански психолог Изабела Пођи да опише понос који се доживљава и изражава у тренуцима након личног тријумфа над недаћама. Изрази лица и гестови који показују понос могу укључивати подизање браде, осмехе или руке на боковима да би демонстрирали победу. Појединци могу имплицитно доделити статус другима само на основу њиховог израза поноса, чак и у случајевима у којима то желе да избегну. Заиста, неке студије показују да невербално изражавање поноса преноси поруку коју други аутоматски перципирају о високом друштвеном статусу неке особе у групи.
У понашању, понос се такође може изразити усвајањем проширеног положаја у којем је глава нагнута уназад, а руке испружене из тела. Овај постурални приказ је урођен, јер се показује код урођено слепих појединаца који нису имали прилику да га виде код других.